# عين قنية
عين قنية قرية سورية تقع في الجولان المحتل من إسرائيل تقع القرية إداريًا في المنطقة الشمالية، وهي من القرى القديمة في سوريا. ولا يعرف بالتحديد سنة انشائها لكنه ربما يعود لمئات السنين وذلك بفضل وجود بقايا لاثار ما زالت شاهدة على عظمتها مثل مطاحن القمح الموجودة بجانب نهر سعار. وكذلك وجود برج قديم في منتصف القرية والذي تم هدمه قبل سنوات بسبب أعمال التطوير في البلدة. كذلك وجود بقايا لبيوت قديمه جدا مهدمة لا تزال موجودة حتى اليوم.

## التسمية
سميت عين قنية بهذا الاسم نسبة لكثرة اعين الماء والينابيع فيها.

## السكان
في البلد في سنة 1967 نزح عدد كبير من سكانها في أعقاب حرب حزيران، ويقدر عدد سكانها اليوم بما قراب 2000 نسمة. وفي عام 2021 بلغ عدد السكان 2,172 نسمة، 1,127 ذكر و1,045 أنثى. جميع السكان هم عرب، 0.5% مسيحيون و99.5% دروز.

## المعيشة
يعتمد السكان في معيشتهم على الأعمال الحرة والزراعة حيث تتميّز عين قنية بوجود أهم الاشجار المثمرة التي يعتمد عليها السكان في زراعتهم والتي هي أشجار الزيتون والخوخ والدراق، وأيضًا يعتمد السكان على الصناعة. وفي سنة 2021 كان متوسط راتب الذكر هو 7,901 شاقل، بينما الأنثى 3,755 شاقل.

## التعليم
بحسب إحصائيات عام 2021 وجد انه في عين قنية مدرسة واحدة فقط وتشمل على 15 صف، وفيها 350 طالبًا وطالبة ما بين المرحلة الإبتدائية والثانوية. وإعتمادًا على نفس الإحصائيات بلغ عدد المؤهلين لشهادة الثانوية العامة (شهادة بجروت) إلى 97.6%. 

## الموقع والمناخ
تقع قرية عين قنية إلى الشمال الغربي من قرية مسعدة بعدة كيلومترات وعلى السفح الغربي لجبل القاطع _ تشرف على منطقة بانياس وسهل الحولة في الغرب.
يبلغ ارتفاعها عن سطح البحر حوالي 700 متر. مناخها بارد في الشتاء وحار في الصيف
وقرية عين قنية بنيت على تلة عالية يحدها من الشرق جبل القاطع (القبع) ومن الغرب بانياس ومن الشمال مقام النبي الحزوري ومن الجنوب نهر سعار.
حجارتها جيرية صلبة في معظم الأماكن ما عدا شرق النهر حيث الحجارة البركانية الصلبة.

## مواقع خارجية
- [www.ain-kynia.com]